# Mitrídates (literatura)
Mitrídades designa a un tipo de diccionario políglota que contiene equivalencias léxicas de muchas lenguas, a veces mediante ejemplos de compilaciones de textos de varios idiomas. Uno de los más famosos fue Mithridates oder allgemeine Sprachenkunde, mit dem Vater-Unser als Sprachprobe in beinahe fünfhundert Sprachen und Mundarten (Mitrídates o lingüística general, con el Padrenuestro como muestra del lenguaje en casi quinientas lenguas y dialectos), de principios del siglo XIX, que contiene la oración del Padre Nuestro en unos 500 lenguas o dialectos.
El término se acuñó en referencia a Mitrídates VI del Ponto, rey de la Antigüedad que dominaba muchos idiomas. Plinio el Viejo, en su Naturalis Historia, hace referencia a su habilidad para los idiomas: 

Mitrídates, que fue rey de veintidós naciones, impartía sus leyes en todos sus idiomas, y podía hablar cada uno de ellos sin emplear intérprete al pueblo reunido en asamblea.